# Emerson (football, juillet 1973)
Pour les articles homonymes, voir Emerson.
Emerson Luiz Firmino dit Emerson est un footballeur brésilien né le 28 juillet 1973.